# Wesmaelius mathewesi
Wesmaelius mathewesi là một loài côn trùng trong họ Hemerobiidae thuộc bộ Neuroptera. Loài này được Makarkin et al. miêu tả năm 2003.